# Skivepitel

Diagram som visar enskiktat skivepitel. Squamous cells = skivepitelceller.

Diagram som visar flerskiktat skivepitel.

Skivepitel är en typ av vanligt förekommande epitel som består av ett enda lager platta epitelceller (så kallat enskiktat skivepitel) eller av flera lager epitelceller där det yttersta lagret utgör platta epitelceller (så kallat flerskiktat skivepitel). Hos de platta epitelcellerna är även cellkärnan tillplattad.

## Enskiktat skivepitel
Enskiktat skivepitel, eller enkelt skivepitel, är ett enda lager platta epitelceller som står på ett basalmembran. Cellkärnan hos enskiktat skivepitel är tillplattad.
Skivepitel som är enskiktat finns bland annat på insidan av blodkärl som endotel, i lungornas alveoler, och bekläder i form av mesotel olika hålrum inne i kroppen såsom perikardiet, pleura och peritoneum.

## Flerskiktat skivepitel

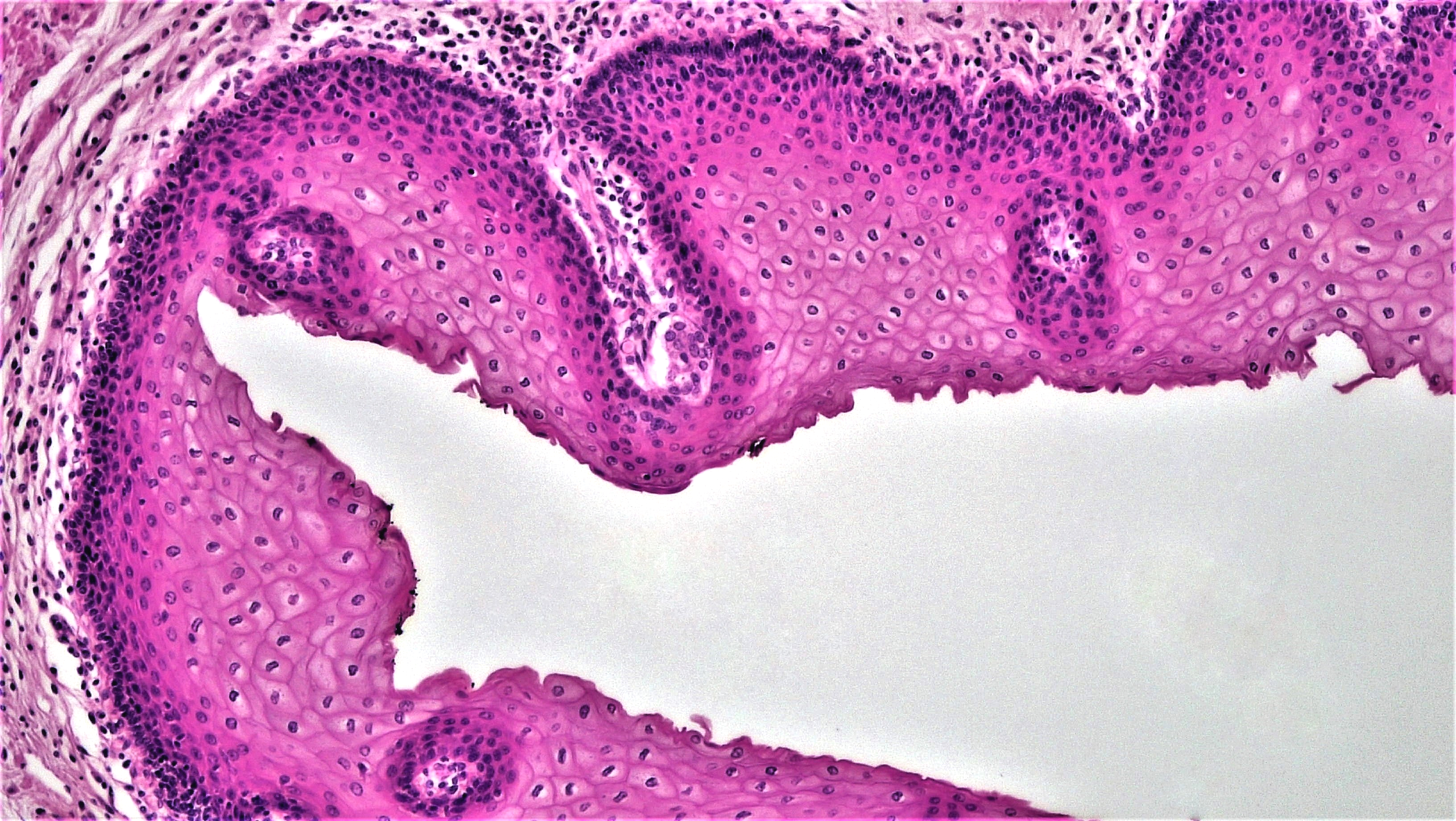
Mikrograf av flerskiktat skivepitel, icke-keratiniserat (oförhornat).

Flerskiktat skivepitel, eller flerskiktat plattepitel, är skivepitel där epitelcellerna ligger i flera lager där det yttersta lagret utgör platta epitelceller. Utseendet hos cellerna varierar från basalmembranet och upp mot ytan av epitelet. Cellerna som ligger basalt (närmast basalmembranet) är kubiska och ju mer apikalt cellerna ligger desto plattare är de.
På platser med flerskiktat skivepitel som utsätts för nötning, som huden, förlorar de ytligaste cellerna sin cellkärna samt keratiniseras, ansamlas med keratin, även kallat att epitelet blir förhornat. Detta till skillnad från flerskiktat skivepitel som är oförhornat, som förekommer på platser som inte är utsatta för samma nötning som huden, som saknar lagret av keratin samt bibehåller sin cellkärna även i de ytligaste skikten. Hos oförhornat flerskiktat skivepitel är cellkärnan tillplattad hos de ytligaste, platta epitelcellerna.
Flerskiktat skivepitel som är keratiniserat, förhornat, finns i hudens epidermis. Flerskiktat skivepitel som är icke-keratiniserat, oförhornat, finns i slemhinnan exempelvis i esofagus, vagina och hornhinnan.